# Речник термина за експлоатацију угља
| Садржај |
| А \| Б \| В \| Г \| Д \| Ђ \| Е \| Ж \| З \| И \| Ј \| К \| Л \| Љ \| М \| Н \| Њ \| О \| П \| Р \| С \| Т \| Ћ \| У \| Ф \| Х \| Ц \| Ч \| Џ \| Ш \| W \| X Y З \| Референце \| Спољашње везе |

Ово је делимичан речник термина за ископавање угља који се обично користи у угљеним басенима Уједињеног Краљевства. Неке речи су биле у употреби током рада на угљеним басенима, неке су историјске, а неке су локалне на различитим британским налазиштима.

## А
Adit- Улаз који води у рудник за потребе дренаже
Улаз у рудник представља подземни ниво или тунел на површини за приступ или за потребе одводњавања. 
Afteramp- Загушљиви гас након експлозије
Овај загушљиви гас представља мешавину угљен-моноксида и пригушнице која замењује атмосферски ваздух након експлозије. 
Агент
Агент је био старији руководилац: термин " гледалац ", "капетан" или "надзорник" такође се појављивао у старијој регионалној терминологији. Тамо где је власник рудника обезбедиo капитал и ископаo окна, агент је организовао развој рудника, утврдио методе за откопавање, саветовао власника о комерцијалном управљању и политици рада рудника, а у каснијим годинама је углавном био обучен рударски инжењер. У хијерархији управљања агент је био надређени менаџеру и помоћном менаџеру, који је свакодневно обављао оперативну одговорност. Агент који је одговоран за неколико радника и менаџера назван је "генералним менаџером".
Airway- Вентилација
Друм се користи за вентилацију.

## Б
Bank, pit bank, pit brow- Насип, платформа за сортирање угља или обод јаме
Насип, платформа за сортирање угља или обод јаме представљају област на површини kopa.
Banksman, banker- Грађевински инжењер
Грађевински инжењер, вођа рада или радник који обавља послове на ободу јаме врше отпремање угља и организацију радне снаге. Он је задужен за утовар или истовар кавеза, извлачи пуне канте из кавеза и замењује их празним.  Супротна улога на дну јаме је пуњење канти.
Bell- Звоно
Звоно, звонасти камен је растресит, то је камен отприлике звонастог облика који се налази у крову рудника, који се може обрушити без упозорења: узрок многих смртних случајева у рудницима угља. Звона су се најчешче налазила у шкриљцу, али ређе и у пешчару .
Бевин Бoјз
Бевин Бојз су мушкарци регрутовани за рад у коларницама током Другог светског рата по шеми коју је увео Ернест Бевин .
Bell pit- Примитивна метода откопавања угља
Примитивна метода откопавања угља представљала је врсту рудника угља у којој се угаљ налазио у близини површине и вадио се откопавањем окна и уклањањем угља око површине док кров не постане нестабилан. Тада би се остављао напуштен и да пропада. 
Bind- Материјал који се налази између слојева угља
Израз који се користио у разним областима и представља шкриљац, седиментну стену, глину или пешчар који прекривају пукотине.
Битуменски угаљ
Битуминозни угаљ је врста угља која се налази у већини угљених басена. Поставља се дуж слоја и разликује се у изборној јединици и квалитету. Коришћен је за производњу градског гаса или кокса, за подизање паре у индустријским бојлерима или локомотивама, за снабдевање енергије или за грејање у домаћинству.
Blackdamp- Атмосфера у којој има вишка угљен-диоксида и азота
Појам који означава мешавину угљен-диоксида и азота . 
Blower- Вентилатор
Вентилтор је извор запаљивих гасова у руднику због пукотина у угљу. Израз "хранилица" коришћен је у неким областима. Гас је предмет дебате која је често звучна, отуда и његово име.
Brattice- Преграда или облога
Преграда, јаки платнени омотач који је прекривен катраном како би се учинио непропусном за ваздух, користи се за усмеравање ваздуха у одређене области или за раздвајање окна ради побољшања вентилације и разблажења запаљивих или штетних гасова. 
Bump- Сметње
Сметње, налети, ударци били су изненадни покрети у слојевима под земљом и повремено су упозоравали на непосредан избој . Често им је претходила карактеристична бука, такође у неким областима називали су их сметњама. Рудари који се обучавају често су сметње видели као застрашујуће искуство.
Butterfly- Лептир
Лептир је сигурносна спона или разодвојива кука изнад кавеза која је причвршћена за део за навијање конопца како би се спречило прекомерно навијање. Осмислио га је Едвард Ормерод . 
Бути
Име рудара који се узима за сарадника (Јужни Велс) или за њихов супротни број у другој смени (С. Енглеска), али такође у ранијим временима алтернативно име за извођача радова. „Систем подметања“ био је систем уговора који су користили извођачи радова.

## Ц
Cage- Кавез
Кавез је гвоздени оквир у којем се људи и канте са угљем спуштају до окна.  Може имати једну или више подлога како би повећао свој капацитет. 
Chargehand- Надзорник
Општи термин за радника који је задужен за друге или за одређен посао.
Charter master- Извођач радова
Извођач радова, сарадник био је у 19. веку и раније човек који је уговорио са власником јама да ради по цени тонаже, док је сам сређивао и плаћао рад. Иако је овај систем рада постепено престао да се користи, осим негде у мањој мери, све до национализације израз „извођач радова“ се у неколико области и даље понекад користио за означавање надзорног званичника који се обично назива замеником.
Chock- Клин
Клин је првобитно био комад дрвета који се користио за подупирање материјала. У каснијим годинама коришћени су хидраулични чворови.
Collier- Колица
У свом ограниченом смислу, ово је термин за радник који "добија" угаљ, тј. копач угља.
Contraband- Кријумчарени материјали
Кријумчарени материјали, као што су шибице и цигарете, били су забрањени у руднику, углавном из безбедносних разлога. Рудари су редовно били проверавани.

## Д
Damp- Влага
Влага је гас, потиче од немачке речи дампф што значи пара.
Дневница
Дневница или дневна надокнада плаћа се свакодневно за обављени посао по потреби. Посао који се плаћао свакодневно је укључивао и изградњу и поправку саобраћајница.
Дави лампа
Дави лампа је рана врста сигурносних лампи названих по свом изумитељу, господину Хамфрију Давију . Сличну лампу је дизајнирао Џорџ Стивенсон.
Дневни ниво
Ниво вођен са површине.
Дубина
Радови и саобраћајнице на нивоу испод дна јаме.
Deputy- Заменик
"Заменик пословође ", заменик, ватрогасац (Северни Велс и делови Ланкишера) или испитивач (Јужни Велс), био је подземни службеник који је надзирао округ и људе који у њему раде. Заменици су одређени као надлежно лице директно одговорно за сигурност округа и инспекцију његових путева. Улога се развила као обједињавање неколико ранијих улога: раније заменици су били одговорни за прављење дрвне грађе, док је „ватрогасац“ првобитно био одговоран за тестирање запаљивих гасова : „испитивач“ је првобитно био надзорник у смени, зарађујући мању плату од заменика. Заменици су унапређени међу искусним рударима: од 1911. улога је захтевала потврду компетенције, али постепено се мењала тако да је надзор над производњом додан у оквиру сигурносних обавеза. Заменици су носили мерач, првобитно мерни штап, али касније је прилагођен да подигне сигурносну лампу за тестирање на гас, а касније даље и да монтира сијалицу за тестирање гаса. Заменици попут других званичника такође су носили поуздану верзију стандардне сигурносне лампе.
Dip- Слегање слојева
Правац или смер који следи након спуштања слојева назива се "потопни пут" или (на северу и у Шкотској) "докут".
District- Округ
Округ је специфично подручје које се обично назива површином угља на коме се раде одређене методе откопавања.
Доги
Доги, познат и као каплар у Мидленду, био је подземни надзорник одговоран за људе из превоза; улога је била слична улози заменика, а касније је понекад укључивала и одговорност заменика да тестира на гас.
Downcast, downcast shaft- Просторни отвор, окно
Просторни отвор је окно којим се свеж ваздух спушта у рудник. Након катастрофе у Хартли коларници  1862. године, законодавство је наложило да коларнице морају имати два начина за приступ раду на угљу. У ствари, то је значило да постоје два окна која су служили за вентилацију.
Downthrow- Измештен стенски материјал
Расед, када му се приђе с више стране.
Drawer- Радници који су пунили канте угљем
Радник који су пунио канте угљем (Нортхумберленд), курир (Јоркшир) или превозилац је особа, обично дечак или младић који гура колица са угљем у јаму. Пре 1842. године, жене су обављале ову врсту посла у неким угљеним басенима.
Drift- Отвор на руднику који је откопан кроз угаљ или руду
Отвор на руднику који је откопан кроз угаљ или руду је подземни пут између слојева; треба разликовати од откопавања руде подземним методама .

## Е
Engine pit- Моторна јама
Окно у којем се налази пумпа често се назива "моторна јама"; друго окно које се урушило током развоја названо је „завршна јама“. У пракси завршна јама обично служи као излазак ваздуха.
Engineer- Инжењер
У традиционалној терминологији, рударски инжењер је био старија особа одговорна за сву машинерију и за надзор над моторима. У Шкотској "инжењер" означава геометра.
Engineman- Инжењер
Инжењер је возио теретни мотор; мотор за навијање или навијач.
Eye, pit-eye- Дно окна или јаме
Дно окна или јаме је подручје на дну окна.

## Ф
Face, coal face- Површина угља
Површина угља је место где се угаљ сече из угљеног слоја било ручно-сечивима или машински-машином.
Firedamp- Загушљиви гасови
Загушљиви гасови су експлозивни, запаљиви,састоје се претежно од метана . и
Fitter- Монтер
Монтер је радник одговоран за одржавање подземни машина.
Furnace- Пећ, топлотни третмати
Пећи су коришћене у 19. веку уместо вентилатора за вентилацију. Пећ је обично била на дну обронског окна која је деловала као димњак, стварајући проток ваздуха током целог рада.

## Г
Ганистер
Ганистер је силиконски слој несагориве иловаче који се може користити за прављење ватросталних опека. 
Гиарланд
Гарланд је био канал за воду или олук у поставци рудничког окна.
Gate- Улазно окно
Улазно окно је тунел, главно улазно окно је место где улази свеж ваздух, а друго окно је место где излази истрошени ваздух. 
Goaf, gove, gob- Јаловина, маса или отпад
Јаловина, маса или отпад је остатак из које је извађен сав угаљ из слоја и где је дозвољено урушавање крова на контролисани начин.  Термин вероватно долази из велшког језика огоф,gof, "пећина".

## Х
Headframe- Структурни оквир изнад окна рудника, лежајеви у машинама или заштита за главу шлем
Структурни оквир изнад окна рудника,лежајеви у машинама или заштита за главу шлем. 
Heading- Правац
Обично друм; тачније, пут у процесу развоја.
Heave- Под
Под или тло се односи на под друма који се подиже као резултат напрезања тла, смањујући висину друма. Мекани подови се такође могу подигнути у мехурићима; ово се назива "пузањем".
Hewer- Секач
Секач је радник који ради са угљем, копа и отпушта угаљ.
Hurrier, putter, drawer, waggoner- Курир, радници који пуне канте угљем или превозиоци
Курир (Јоркшир), радник који пуни канте угљем (Нортемберленд), превозилац (Ланкашир) био је историјски локални израз за особу која је довела празне канте до угља и односила их напуњене назад до дна јаме.

## И
Inbye- Кретање према површини угља
Што значи одлазак са окна јаме према површини угља (насупрот излазу).  
Inset- Уметни отвор
Уметни отвор је отвор који се налази низ окно и омогућава приступ средњим нивоима рудника.
Intake- Усисни отвор
Улазна вентилација је она која омогућава да свеж ваздух улази у рудник.

## Ј
Jenkin- Џенкин
Џенкин је уски ископ провучен кроз стуб угља.
Jud- Џуд
Џуд (Дербишајер, североисток), представља дубину угља који ће пасти након што је подрезан: површина угља спремно за слегање. „Мрежа“, „пад“ и други изрази који су коришћени другде.

## К
Коепе навијање
Коепе је систем навијања, који користи трење између ужади за намотавање и погонске ременице. Развијен је у Немачкој и уведен је у Енглеској од стране Националног одбора за угаљ .

## Л
Лампаш
Лампаш је био одговоран за одржавање лампи и да изађе из собе са лампом на почетку смене.
Level- Ниво
Ниво је друм дуж удара слојева, тј. под правим углом.
Longwall face- Форма подземне експлатације угља
Форма подземне експлатације угља представља откопавање површине угља велике дужине између улазног окна из ког се уклања угаљ. 

## М
Main gate- Главно улазно окно
Главна улазно окно служи као вентилација и као покретна трака за кретање угља са површине у окно.
Main winding- Превоз радника
Превоз радника: поступак коришћења кавеза за превоз радника горе или доле по окну. Такође се назива менрајдинг, мада се последње односило и на превоз негде другде у јами. "Брзина превоза радника " обично је постављена нижа од брзине минералног превоза.
Менаџер
Руководилац је именован од стране власника или агента и задужен је за производњу угља и политику рада. Руководиоци су захтевали сертификацију према Закону о рудницима из 1872. године: дужности руководиоца у пракси су биле веома разнолике и могле би се проширити на све делове пословања. Руководилац је био одговоран за поштовање прописа према Закону о рудницима угља из 1911. године и морао је вршити свакодневни лични надзор рудника. Помагали су им један или више подменаџера, који су у великој мери претпостављали аспекте управљања радом. У случају мањих рудника, прописи су дозволили власнику или агенту да себе именују за управитеља.
Master shifter- Главни штитник
Главни штитник надзирао је раднике, сервисере и камењаре који су током ноћне поправне смене обављали посао.

## Н
НАЦОДС
Нацодс је скраћеница за Национално удружење коларства Надзорника, Заменика. Ово је била унија која је представљала званичнике коларства и подређене службенике у Великој Британији.

## О
Official- Званичник
Званичници коларства и подофицири, за разлику од менаџера, били су квалификовани радници са практичном надзорном одговорношћу: надзорници, заменици.
Onsetter- Радник на дну јаме који се бави утоваром кавеза
Радник на дну јаме одговоран за утовар кавеза.
Outbye- Излазак према јами
Значи излазити према јами са површине угља. (насупрот улазу). 
Outcrop- Излаз
Излаз је место где је угљени слој изложен на површини.
Overcast- Поставити преко
Место где једна саобраћајница прелази другу, тачније тамо где је изграђена вентилација преко врха друге вентилације за потребе проветравања.
Overman- Надзорник
Надзорник или (у неколико области) надгледник, или извршитељ био је надзорник или виши подземни функционер јаме, на нижој позицији од управника и под-управника. Они су били надређени над заменицима и били су компетентни да воде читаву подземни рад у одсуству управе. Надзорник је био одговоран за производњу, мада су након механизације елемента ове функције почели да преузимају заменици. Уопштено је постојао по један надзорник за сваку смену.
Overwind- Несрећа услед прекомерног навијања
Врста несреће у којој се навијање кавеза није зауставило на врху или дну осовине. Последице такве несреће могу бити изузетно озбиљне, као у Брукхаус Колиеру, 1958., или у катастрофи Маркхам Колиери из 1973. године .
Owner- Власник
Власник или власник угља, који се такође назива закупац угља, држао је закуп за рад са минералима. Обезбедили су капитал и откопавање окна, а у неким случајевима могли би деловати и као директор. Међутим, осим у малим рудницима, за развој рудника, цена, куповину материјала и других техничких и комерцијалних разматрања одговоран је агент или гледалац.

## П
Потпора за кров
Лош камен изграђен да подржи кров.
Пролаз
Прелазни или пролазни пут био је споредни отвор за угљене канте.
Pillar-Стуб
Стуб је део од необрађеног угља који подржава кров. Необрађени стубови од угља су остављени да спрече пропадање површина. Стуб окна је остављен да спречи оштећења окна од радова. 
Pit- Јама
Строго се односи на окно, мада се такође генерално односи и на коларство.
Pit brow lasses- Жене које су биле површински радници
Жене су биле површински радници које су до средине 60-тих година 20. века радиле на површини јаме угља, углавном на пољама Ланкишера и на Кумберланд угљеним басенима.
Pitman- Копач
Док се термин „копач“ понекад користи за означавање било ког подземног радника, он се тачније користио, посебно под НЦБ-ом, за радника који је прегледао и поправљао окна. Израз "радник за окна" такође се регионално користио. Између осталог, копач се може очекивати да ће спустити окно на врх кавеза, визуелно проверавајући проблеме.
Подупирачи или потпоре
Подупирачи или потпоре су дрвени или хидраулични носачи који држе кров.
Puncheon- Кратки стуб
Кратки стуб, посебно онај који се користи за подупирање крова у руднику угља.
Putter- Радник који гура колица
Радник који гура колица (Нортхумберленд), курир (Јоркшир), радник који пуни канте угља или превозилац (Ланкишер) био је локални израз за особу која је донела празне канте са површине и однела напуњене канте до дна јаме.

## Р
Repairer- Сервисер
Сервисер изводи радове на путевима, крововима итд; у Велсу је сервисер био дрвосеча.
Rescue man- Спасилац
Члан тима за спасавање, обучен за пружање прве помоћи и за рад на респиратору. Спасиоци могу бити добровољци или (након Закона о рудницима угља из 1911.) чланови сталне спасилачке бригаде.
Return- Супротна трака
Супротна трака је саобраћајница дуж које путује непријатан ваздух са површине из рудника.
Рипери
Рипери су мушкарци који уклањају стену изнад слоја угља и постављају прстенове (лукове) да подигну висину улазног окна или пута.

## С
Screens- Заслони
Израз за површину јаме, где је угаљ раздвојен од прљавштине пре прања.
Shaft- Окно
Окно је вертикални или релативно вертикални тунел који омогућава приступ руднику угља у кавезу и обезбеђује вентилацију.
Shoftier- Радник који се бави са експлозивима
Радник који се бави са експлозивима је незванично квалификован за детонирање експлозива. Постати радник који се бави са експлозивима често је био корак ка постајању заменика: да ли би заменицима требало дозволити да детонирају поред других дужности, била је тема неке расправе током 20. века.
Sinker- Радник за окна
Радник за окна је специјализован за израду нових рудничких окна. "Главни радник за окна" имао је надзор над тимом радника.
Slope- Нагиб
Косина, позната и као нагиб (у Велсу), низбрдица или крива раван (Сомерсет), била је саобраћајница која је под углом.
Sough- Подземни канал
Подземни канал је дренажни тунел који узима воду из рудника угља без потребе да се испумпава на површину.  Пример је Грејт Хаи Сау .
Snap, bait- Ужина
Ужина је храна узета да се једе делимично током смене и често се носи у конзерви.
Soil tip- Отпадни материјал
Отпадни материјал је гомила саграђена од нагомиланог материјала - насипа или друге отпадне стене уклоњене током вађења угља и руде.
Squeeze- Притисак
Притисак или тежина доводи до таложења слојева преко обрађене површине, што је резултирало спуштањем крова.
Stinkdamp- Загушљиви гасови
Сумпороводоник, смртоносан након кратког излагања.
Surveyor- Geoметар
Gеометар (у Шкотској) био је одговоран за одношење лежајева у земљу, цртање планова; помоћника геометра такође су називали "ланчаница".
Силвестер
Силвестер, или нени, била је направа за вађење подупирача или потпора, која се нарочито користила приликом урушавања крова током копања.

## Т
Timberman- Дрвосеча
Дрвосеча сече, обликује и поставља подграде или подупираче за јаме.
Трапер
Трапер је био дете запослено (пре 1842) за отварање и затварање врата на друму дуж којег су се превозиле канте за угаљ.
Tub- Канте
Канте или канте за угаљ су дрвене или гвоздене посуде за превоз угља.

## У
Upcast, upcast shaft- Окно кроз које ваздух напушта рудник
То је окно где се истрошени ваздух избацује након проветравања рудника. Може се сматрати врстом димњака.
Upthrow- Расед
Расед који помера слој на виши ниво.

## В
Viewer- Гледалац
Израз који се користио у 18. веку, гледалац је био агент или геометар постављен од стране власника за управљање коларством.

## W
Whitedamp- Смеша угљен.моноксида и водоникен-сулфда
Представља друго име за мешавину угљен-моноксида и водоник-сулфида . Добила је своје име због тога што њихов пламен гори светлије у њеном присуству.
Winder- Машина за намотавање
Машина за навијање је или мотор за намотавање који подиже или спушта кавезе у окно или човек који њоме управља. 

## X Y З
Yard- Радилииште
Радилиште се може односити на јаму и њену околину или на име угљеног слоја.